# Ꜩ

Tz-Ligaturzeichen

Die Tz-Ligatur ist ein Buchstabe des lateinischen Schriftsystems. Er ist eine Ligatur aus einem T und einem Ʒ. Der Buchstabe wurde von spanischen Missionaren in Lateinamerika zur Verschriftlichung der dortigen Maya-Sprachen eingeführt. Der Laut, den dieses Zeichen darstellt, wird von den Missionaren beschrieben als „ähnlich der ‚4 mit Komma‘, aber weicher, wobei die Zunge mit den Zähnen in Berührung kommt, entspricht exakt dem deutschen tz“. Dieser Laut ist heute als stimmlose alveolare Affrikate (IPA: /t͡s/) bekannt.

## Verwendung als ästhetische Ligatur im Deutschen

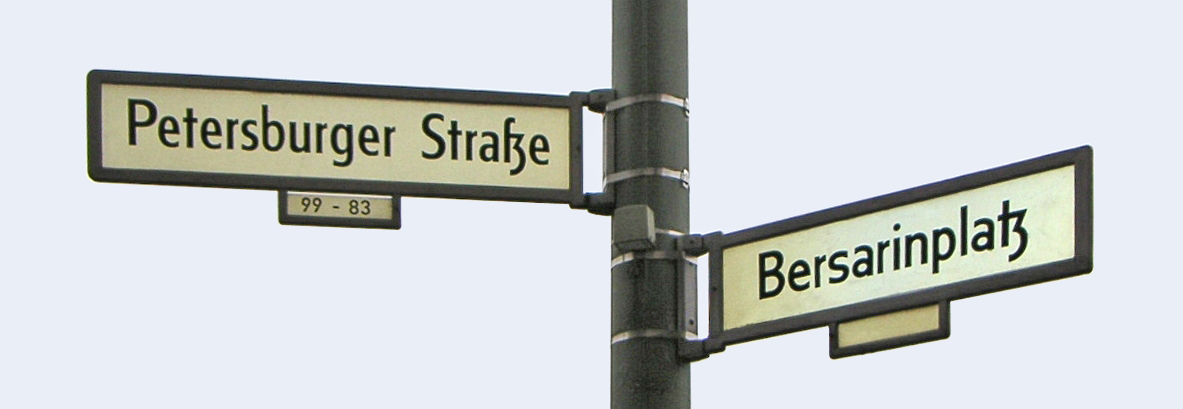
Berliner Straßenschilder

Im Deutschen wird die tz-Ligatur manchmal als ästhetische Ligatur verwendet. Ein prominentes Beispiel ist die Gestaltung der Berliner Straßenschilder in der Schriftart Erbar Grotesk.
Im Fraktursatz ist die Verwendung einer tz-Ligatur verpflichtend, diese Ligatur wird auch im Sperrsatz nicht aufgehoben.
In der Kurrentschrift galt tz manchmal als eigener Buchstabe, der in der Sortierung nach dem z kam. Daraus leitet sich die Redewendung „bis zum tz“ (bis zum Ende) ab.
Vom Standpunkt der Kodierung handelt es sich hierbei jedoch stets um zwei Zeichen, nämlich um die beiden lateinischen Buchstaben t und z. Die Verwendung des Unicodezeichens für die Tz-Ligatur ist hier ein Fehler.

## Darstellung auf dem Computer
Unicode enthält die TZ-Ligatur an den Codepunkten U+A728 (Großbuchstabe, LATIN CAPITAL LETTER TZ) und U+A729 (Kleinbuchstabe, LATIN SMALL LETTER TZ).
Direkte Darstellung:
- Großbuchstabe: Ꜩ
- Kleinbuchstabe: ꜩ